# ろくぶんぎ座矮小楕円体銀河
ろくぶんぎ座矮小楕円体銀河（Sextans Dwarf Spheroidal）は、1990年にMike Irwin、M.T. Bridgeland、P.S. Bunclark、R.G. McMahonによって銀河系の8番目の伴銀河として発見された矮小楕円体銀河である。楕円銀河でもあり、銀河系から224km/sの速度で遠ざかっているため、赤方偏移を見せる。地球からの距離は約32万光年、長径は約8400光年である。